# Dampvalley-Saint-Pancras
Dampvalley-Saint-Pancras é uma comuna francesa na região administrativa de Borgonha-Franco-Condado, no departamento de Alto Sona. Estende-se por uma área de 4,65 km². Em 2010 a comuna tinha 36 habitantes (densidade: 7,7 hab./km²).